# Christine Meltzer
Marie Christine Meltzer Lind, född 4 december 1974 i Viksjö i Stockholms län, är en svensk programledare, komiker och skådespelare.

## Karriär
Meltzer har varit programledare för ett antal olika produktioner och har blivit utsedd till Sveriges roligaste kvinna för sina insatser i komik och skådespel. Tillsammans med Peter Magnusson och David Hellenius gjorde hon den framgångsrika sketchserien Hey Baberiba där hon blev känd för sina imitationer av svenska kändisar, bland annat drottning Silvia och Pernilla Wahlgren. Efter Hey Baberiba, återförenades trion i den nya sketchserien Fredag hela veckan, där flera andra komiker också medverkade.
Meltzers första programledarjobb var för TV4:s Lattjo Lajban 1997. Det följdes av ytterligare programledarjobb på TV4-produktionerna Singel och När och fjärran och Kanal 5-produktionen Popstars.
Meltzer har medverkat i serier som Ett gott parti och Det sociala spelet och filmen Sommaren med Göran. Under vintern 2010 var hon programledare för Melodifestivalen med Måns Zelmerlöw och Dolph Lundgren och under hösten 2010 tog hon över som programledare för Dansbandskampen på SVT. Hon vann, tillsammans med Carina Berg, priset som årets kvinnliga programledare på Kristallengalan 2015.
Under sommaren 2010 var Meltzer en av sommarvärdarna i radioprogrammet Sommar i P1.

## Biografi
Christine Meltzer föddes och växte upp i Viksjö i Järfälla kommun. Hon ville först bli högstadielärare men beslöt sig senare för att bli skådespelare och utbildade sig på Calle Flygare Teaterskola. Meltzer är gift och har två barn, däribland Ida-Lova Lind.

### Tidig karriär ochHey Baberiba(1997–2006)
Meltzers första programledarjobb var för TV4:s Lattjo Lajban 1997. Samma år som hon debuterade som programledare i tv utsågs hon till "veckans babe". Hon höll också i barnprogrammet Gomårr med Tobbe Blom. 2001 var hon programledare för TV4:s dejtingprogram Singel och reseprogrammet När och fjärran. Meltzer blev programledare för Popstars på Kanal 5 under den tredje säsongen som hade premiär den 3 september 2002.
År 2004 var Meltzer, Hellenius och Peter Magnusson med i krogshowen Så pass på Blue Moon Bar. Dagens nyheter kallade Meltzer "något sällsynt på svenska scener: en ung tjej som både kan och vågar släppa snyggsnuttefilten och vara asrolig."
Under 2005 medverkade Meltzer i sketchserien Hey Baberiba på TV4 med Magnusson och Hellenius. Premiäravsnittet sändes den 4 februari 2005 och sågs av 702 000 tittare enligt MMS (Mediamätning i Skandinavien). Meltzer blev känd för sina imitationer av Darin, drottning Silvia, Victoria Silvstedt och Pernilla Wahlgren. När de skulle göra en parodi av kungafamiljen hade Meltzer först "inte alls tanken att hon skulle vara Silvia." För inspiration tittade hon på kungafamiljens julprogram. 2006 utsåg Damernas Värld Meltzer till årets roligaste kvinna för rollen som Silvia och på Gaygalan 2006 utsågs Meltzer till årets tv-personlighet. I en intervju med tidskriften Chef kritiserade kung Carl XVI Gustaf imitationerna av kungafamiljen och sade "Det är inte så jätteroligt att dagen efter att vi blivit hånade i tv, ställa sig upp i något sammanhang och hålla ett seriöst föredrag. Och då står det en massa barn och vrider sig av skratt bara man visar sig [...] Om syftet var att förlöjliga oss, så har man verkligen lyckats." Meltzer sade att hon inte tyckte att imitationerna var elaka, utan att "man måste få skoja om de här personerna." I december 2006, efter fyra säsonger av Hey Baberiba, bestämde sig Meltzer och de andra att "gå vidare och göra något annat." Meltzer sade att "det hade varit otroligt kul" men kunde "personligen inte ta det här med parodierna vidare." 2006 vann Hey Baberiba Aftonbladets TV-pris för bästa humorprogram och på Kristallengalan 2007 vann programmet priset som årets humorprogram.
I februari 2006 medverkade Meltzer tillsammans med Hellenius och Magnusson i den svenska dubbningen av Disneyfilmen Lilla kycklingen.

### Genombrott och teaterdebut (2007–2009)
I mars 2007 medverkade Meltzer i det första avsnittet av Tack gode gud. Serien gick ut på att olika personer skulle tävla mot varandra i improvisationteater. En recensent på Expressen kallade Meltzer "en helt unik method actor-komiker" och utnämnde hennes presentation som avsnittets bästa.
Under hösten 2007 spelade Meltzer en biroll som pressekreteraren Paula i komediserien Ett gott parti med Loa Falkman, som spelade partiledaren Theo Rosén. I oktober 2007 sade Meltzer att serien inte är som Hey Baberiba, utan "något nytt". Hennes rollfigur var gravid eftersom hon var gravid när programmet spelades in våren 2007. Programmet hade premiär den 4 oktober 2007 och sågs av 846 000 tittare enligt MMS och var det mest sedda programmet på TV4 den dagen. 2007 utsåg Aftonbladet Meltzer till Sveriges roligaste kvinna.
I oktober 2007 återförenades Meltzer med Magnusson och Hellenius från Hey Baberiba i en ny sketchserie, Fredag hela veckan. Premiäravsnittet sändes den 5 oktober 2007 och sågs av 995 000 tittare enligt MMS. Till skillnad från i Hey Baberiba medverkade fler komiker och gästartister. Varje avsnitt gästades av tre gäster som medverkade i sketcherna. Serien sändes i två säsonger och det sista avsnittet visades i december 2008.
I november 2007 var Meltzer, Lasse Berghagen, Lasse Kronér och Jessica Marberger med i julshowen Det är jul i vårt hus på Grand Hôtel i Stockholm. Kronér och Berghagen som tog fram idén till showen letade enligt Berghagen efter "en kombination av artister som vi tyckte passade bra" och Berghagen sade att Meltzer stod för "väldigt mycket humor som hon ju visat i flera sammanhang." Föreställningen fick en negativ recension i Dagens nyheter.
Under sommaren 2008 var Meltzer, Hellenius och Felix Herngren med i frågesporten Det sociala spelet. Hellenius var programledare och Meltzer och Herngren var lagledarna för de två lagen. Lagen bestod av lagledarna och två gäster och deras uppgift var att försöka hitta på lösningar till sociala situationer. Serien hade premiär den 6 juli 2008 och sändes i åtta avsnitt. Premiäravsnittet sågs av 552 000 tittare, men tittarantalet för de följande avsnitten var sjunkande och det sista avsnittet sågs av 366 000 tittare.
I september 2008 gjorde Meltzer sin musikaldebut i föreställningen The Producers på Chinateatern i Stockholm. Hon spelade mot Claes Malmberg och spelade rollen som den sexfixerade blondinen Ulla. Under hösten 2009 när föreställningen var på Lorensbergsteatern i Göteborg togs rollen över av Pernilla Wahlgren då Meltzer inte kunde delta av personliga skäl.
I januari 2009 var Meltzer programledare för frågesporten Årets tv-tittare. Programmet handlade om tv-året 2008 där deltagarna i studion svarade på frågor om tv-händelser. Tittare kunde också få en plats i finalen genom att skicka in svaren via sms. De tre första avsnitten sändes från 5 januari till 8 januari och finalen sändes en vecka senare den 12 januari.
Under 2009 var Meltzer också aktuell i en biroll i Peter Magnussons film Sommaren med Göran. Manuset skrevs av Magnusson och filmens regissör var Staffan Lindberg, som regisserade Hey Baberiba. Inspelningen började i augusti 2008 och filmen hade premiär 27 juli 2009 på Ringoletto i Stockholm.

### Melodifestivalenoch framåt (2010–nutid)

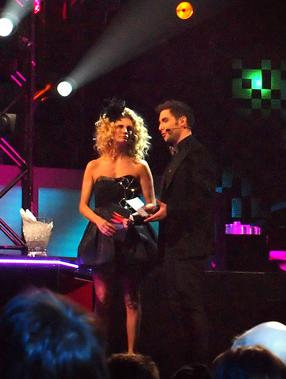
Meltzer och Måns Zelmerlöw under Melodifestivalen 2010 i Sandviken.

I november 2009 blev det klart att Christine Meltzer, Måns Zelmerlöw och Dolph Lundgren skulle leda Melodifestivalen 2010. Meltzer sade till Dagens Nyheter att "När jag fick frågan om Melodifestivalen visste jag inte om tanken var att jag skulle sjunga eller spela upp en sketch. Men jag kände direkt yes, det här vill jag göra." Manuset, som skrevs av Edward af Sillén och Daniel Réhn, fick kritik av komiker och tittare. Men enligt Sillén och Réhn fick de bara positiva reaktioner. Meltzer fick kritik av Jan Olov Andersson som skrev att hon är "en stundtals lysande komisk skådespelerska, men i rollen som programledare stör man sig lätt på de yviga gesterna". Mot kritiken svarade Meltzer "Det hör till att man ska tycka och tänka kring Melodifestivalen. Vi är nöjda och väldigt många med oss." Meltzer och Edward af Sillén var de svenska kommentatorerna för Eurovision Song Contest 2010. I SVT-programmet Inför Eurovision Song Contest 2011 var hon en av de fem i jurypanelen som förhandsgranskade och tyckte till om samtliga bidrag i Eurovision Song Contest 2011.
I januari 2010 medverkade Meltzer i ett avsnitt av Blåsningen på TV3.
Den 19 juli 2010 var hon sommarvärd i radioprogrammet Sommar i P1. Samma sommar medverkade hon tillsammans med bland annat Henrik Hjelt i farsen Har ni fest eller? på Skärgårdsteatern i Fjäderholmarna.

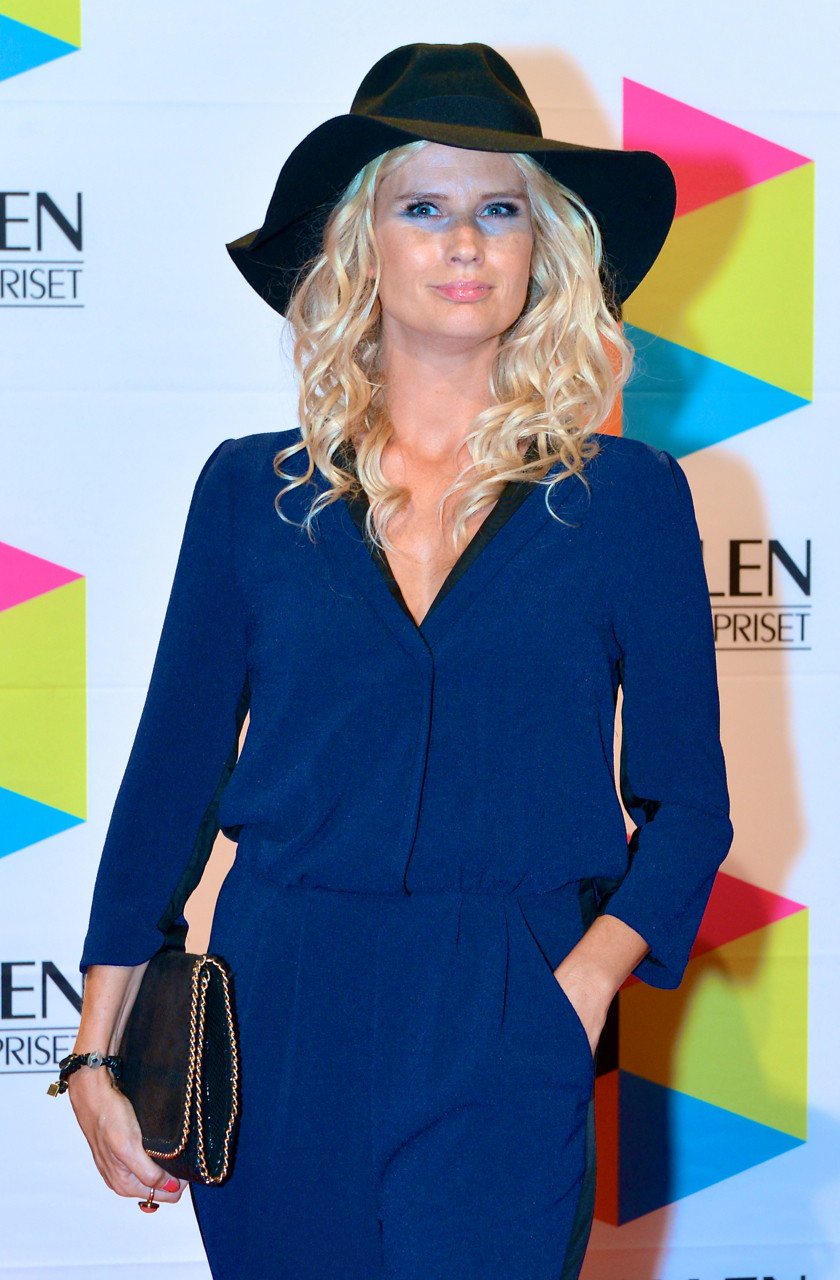
Årets humorprogram på Kristallen 2013 gick till Partaj. Christine Meltzer var en av deltagarna.

I juni 2009 bekräftade Aftonbladet att inspelningen av den sketchbaserade komediserien Välkommen åter på TV4 hade börjat. Serien utspelar sig på ett varuhus där Meltzer spelar sekreteraren Ingegerd, Louise på leksaksavdelningen och en rökare. Idén bakom serien inspirerades av den "mansdominerade humorvärlden". Staffan Lindberg står för regi och endast kvinnliga komiker medverkar. Serien var först menad att ha premiär under våren 2010, men premiären flyttades fram till 22 september. Serien sändes i tio avsnitt.
Under hösten 2010 sändes den tredje säsongen av Dansbandskampen på SVT där Meltzer tog över som programledare efter Peter Settman. Säsongen hade premiär den 16 oktober 2010.
Sedan hösten 2011 medverkar Meltzer i Kanal 5:s humorprogram Partaj, där hon bland annat spelar Kissie-liknande bloggaren Kazoo. På Kristallengalan den 30 augusti 2013 vann programmet Kristallen för årets humorprogram.
Meltzer vann, tillsammans med Carina Berg, priset som årets kvinnliga programledare på Kristallengalan 2015.

## Filmografi
| År   | Titel                                    | Roll         | Noter                 |
| ---- | ---------------------------------------- | ------------ | --------------------- |
| 2005 | Lilla kycklingen                         | Anki Dopping | Film; svensk dubbning |
| 2009 | Sommaren med Göran                       | Elin         | Film                  |
| 2014 | Lasse-Majas detektivbyrå – Stella Nostra | Clara        | Film                  |
| 2015 | Tsatsiki, farsan och olivkriget          | Durga        | Film                  |
| 2016 | Jag älskar dig – en skilsmässokomedi     | Marianne     | Film                  |
| 2025 | A Minecraft Movie                        | Marlene      | Film; svensk dubbning |

| År        | Titel                              | Roll                             |
| --------- | ---------------------------------- | -------------------------------- |
| 1997      | Lattjo Lajban                      | Programledare                    |
| 2000      | Gomårr                             | Programledare                    |
| 2001      | Singel                             | Programledare                    |
| 2001      | När & fjärran                      | Programledare                    |
| 2002      | Pyjamas                            | Diverse roller                   |
| 2002      | Popstars                           | Programledare                    |
| 2005–2006 | Hey Baberiba                       | Diverse roller                   |
| 2007–2008 | Fredag hela veckan                 | Diverse roller                   |
| 2007      | Tack gode gud                      | Deltagare                        |
| 2007      | Ett gott parti                     | Paula                            |
| 2008      | Det sociala spelet                 | Lagledare                        |
| 2009      | Välkommen åter                     | Diverse roller                   |
| 2009      | Årets tv-tittare                   | Programledare                    |
| 2010      | Blåsningen                         | Deltagare                        |
| 2010      | Melodifestivalen                   | Programledare                    |
| 2010      | Välkommen åter                     | Diverse roller                   |
| 2010      | Dansbandskampen                    | Programledare                    |
| 2011      | Inför Eurovision Song Contest 2011 | I jurypanelen                    |
| 2011      | Partaj                             | Programledare                    |
| 2014      | Berg & Meltzer i Amerika           | Programledare, med Carina Berg   |
| 2015      | Berg & Meltzer i Europa            | Programledare, med Carina Berg   |
| 2015      | Berg & Meltzer på Hawaii           | Programledare, med Carina Berg   |
| 2015      | Berg & Meltzer på Oscars           | Med Carina Berg på Oscarsteatern |
| 2017      | Sommaren med släkten               | Carro                            |
| 2017      | Meltzer och döden                  | Programledare                    |
| 2018      | Sommaren med släkten               | Carro                            |
| 2019      | Parterapi                          | Olika karaktärer                 |
| 2020–2021 | Sommaren med släkten               | Carro                            |
| 2021      | Udda veckor                        | Frida                            |
| 2024      | Snödrömmar                         | Kommun-Lena                      |

## Teater

### Roller
| År   | Roll        | Produktion                                                      | Regi           | Teater                        |
| ---- | ----------- | --------------------------------------------------------------- | -------------- | ----------------------------- |
| 2007 | Medverkande | Det är jul i vårt hus                                           |                | Vinterträdgården, Grand Hôtel |
| 2008 | Ulla        | The Producers - Det våras för Hitler (The Producers) Mel Brooks | Anders Aldgård | Chinateatern                  |
| 2010 | Tanja       | Har ni fest eller? (The Nerd) Larry Shue                        | Stefan Wiik    | Fjäderholmsteatern            |
| 2011 |             | Leva livet (Elsk mig i nat) Ida Maria Rydén och Ina Bruhn       | Philip Zandén  | Chinateatern                  |